# Idioma azerí
El azerí, también llamado azerbaiyano o turco azerbaiyano (autoglotónimos: Azərbaycan dili, Azərbaycanca, Azərbaycan türkcəsi), es el idioma hablado por los azeríes, idioma oficial de Azerbaiyán. Es una lengua túrquica, de la rama oghuz, que presenta similitud con el turco, el kashgai o el turcomano e influida por el persa, el árabe y, en menor medida, por el ruso. Presenta varios dialectos hablados también por comunidades fuera de Azerbaiyán, sobre todo en Irán, Turquía y Rusia. 

## Fonología

### Vocales
|               | Anterior      | Anterior      | Posterior  | Posterior |
| no redondeada | redondeada    | no redondeada | redondeada |           |
| ------------- | ------------- | ------------- | ---------- | --------- |
| Cerrada       | (i) і /ɪ/ /i/ | (ü) ү /y/     | (ı) ы /ɯ/  | (u) у /u/ |
| Media         | e /e̞/ /e/     | (ö) ө /œ/ /ø/ |            | o /ɔ/ /o/ |
| Abierta       | ə /æ/         |               | a /ɑ/      |           |

### Consonantes
|             |          | Labial    | Alveolar  | Postalveolar | Palatal   | Velar     | Uvular    | Glotal |
| ----------- | -------- | --------- | --------- | ------------ | --------- | --------- | --------- | ------ |
| Nasal       | Nasal    | (m) м /m/ | (n) н /n/ |              |           |           |           |        |
| Oclusiva    | sorda    | (p) п /p/ | (t) т /t/ | (ç) ч /ʧ/    | (k) к /c/ | (k) к /k/ |           |        |
| Oclusiva    | sonora   | (b) б /b/ | (d) д /d/ | (c) ҹ /ʤ/    | (g) ҝ /ɟ/ | (q) г /ɡ/ | (q) г /ɢ/ |        |
| Fricativa   | sorda    | (f) ф /f/ | (s) с /s/ | (ş) ш /ʃ/    | (k) к /ç/ | x /x/     |           | h /h/  |
| Fricativa   | sonora   | (v) в /ʋ/ | (z) з /z/ | (j) ж /ʒ/    |           | (ğ) ғ /ɣ/ |           |        |
| Aproximante | central  |           |           |              | (y) ј /j/ |           |           |        |
| Aproximante | lateral  |           | (l) л /l/ |              |           |           |           |        |
| Vibrante    | Vibrante |           | (r) р /ɾ/ |              |           |           |           |        |

## Nomenclatura
Durante el período inicial de la República de Azerbaiyán, el idioma se denominaba türk dili (‘idioma turco’), pero desde 1994 se usa el nombre azərbaycan dili (‘idioma azerí’). En muchas partes de Irán se denomina al azerí turki o torki (‘turco’), por lo que al turco de Turquía se le llama «turco de Estambul». El código ISO lo denomina "azerí".

## Historia y evolución
El autor medieval Ibn al-Nadim, en su obra Al-Fihrist, menciona que en las zonas de la antigua Persia (Irán), incluido el territorio de la actual Azerbaiyán, se hablaba una lengua distinta. Así, cita las lenguas de raíz iraní: fahlavi (pahlavi), dari, juzi, farsi (o persa) y seryaní.
El dari, que surgió en la zona este de Irán, sería la lengua usada en las Cortes Reales.
El parsi sería la lengua propia de la religión zoroástrica.
Los estudios etimológicos apuntan que los dialectos actuales que se hablan en las regiones de Bakú (Azerbaiyán), Jaljal y Semnán (Irán) surgieron de una lengua común.
Se cree que la forma turca que presenta actualmente el azerí sustituyó al pahlavi durante la llegada de los pueblos turcos.

## Número de hablantes por país
| País         | Hablantes  |
| ------------ | ---------- |
| Irán         | 17 807 040 |
| Azerbaiyán   | 8 150 000  |
| Turquía      | 800 000    |
| Rusia        | 622 000    |
| Georgia      | 284 761    |
| Kazajistán   | 80 000     |
| Alemania     | 55 000     |
| Ucrania      | 64 000     |
| Uzbekistán   | 44 400     |
| Turkmenistán | 33 400     |
| Países Bajos | 18 000     |
| Kirguizistán | 16 745     |
| Total        | ~28 000    |

## Literatura
La literatura clásica azerí surgió en el siglo XI, basada en los dialectos de Tabriz (Irán) y Shirván (Azerbaiyán). La literatura moderna de Azerbaiyán está basada en el dialecto shervaní, mientras que en Irán se basa en el tabrizí.  Durante el período presoviético, el azerí fue usado como lingua franca en muchas partes de Transcaucasia, Daguestán del Sur, Anatolia Oriental (Turquía) y Azerbaiyán Iraní (Irán).
En 1875 se publicó el primer periódico en azerí, Əkinçi (akinchi).
A mediados del siglo XIX se enseñaba en las escuelas de Bakú (Azerbaiyán), Ganyá (Azerbaiyán), Shaki (Azerbaiyán), Tiflis (Georgia), y Ereván (Armenia). Desde 1845, se puede estudiar en la Universidad de San Petersburgo, San Petersburgo (Rusia).

## Alfabeto
| - Aa - Əə - Bb *Бб - Cc *Ҹҹ - Çç *Чч - Dd *Дд - Ee - Ff *Фф - Gg *Ҝҝ - Ğğ *Ғғ - Hh *Һһ - Xx - Iı *Ыы - İi - Jj *Жж - Kk *Кк | - Qq *Гг - Ll *Лл - Mm *Мм - Nn *Нн - Oo - Öö *Өө - Pp *Пп - Rr *Рр - Ss *Сс - Şş *Шш - Tt *Тт - Uu *Уу - Üü *Үү - Vv *Вв - Yy *Јј - Zz *Зз |

Hasta 1929, solo se usó el alfabeto árabe. Entre 1929 y 1938 se usó el alfabeto latino aunque de forma distinta a la que se usa hoy. A partir de ese año y hasta 1991 se usó el alfabeto cirílico. Desde ese año y hasta la actualidad ha habido un lento periodo de transición al alfabeto latino, excepto en Rusia donde sigue utilizándose el alfabeto cirílico. Los hablantes de azerí en Irán continúan usando el alfabeto árabe, aunque uso del latino ha ganado popularidad en redes sociales y SMS.
Si está escrito en alfabeto latino, las palabras extranjeras se adaptan a su propia pronunciación. Por ejemplo: "Bush" se escribe Buş y "Schröder", Şröder.
En la actualidad casi todos usan el alfabeto latino igual que el usado para el idioma turco más tres letras adicionales: Əə, Xx y Qq.
Alfabeto moderno:
| A a | B b | C c | Ç ç | D d | E e | Ə ə |
| F f | G g | Ğ ğ | H h | X x | I ı | İ i |
| J j | K k | Q q | L l | M m | N n | O o |
| Ö ö | P p | R r | S s | Ş ş | T t | U u |
| Ü ü | V v | Y y | Z z |     |     |     |

## Comparación con otras lenguas túrquicas

### Azerí y turco

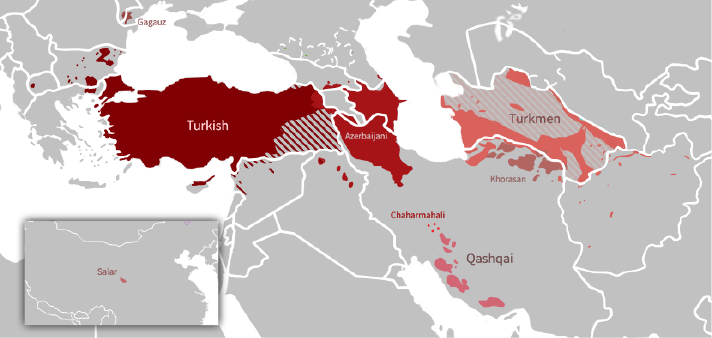
El turco, el azerí y el turcomano son lenguas túrquicas suroccidentales.

Los hablantes de azerí del Norte y del Sur y los hablantes de turco pueden comunicarse con diversos grados de inteligibilidad mutua. Las telenovelas turcas son muy populares entre los azeríes, tanto en Irán como en Azerbaiyán. Reza Shah Pahlavi, de Irán (que hablaba azerí del sur), se reunió con Mustafa Kemal Atatürk, de Turquía (que hablaba turco), en 1934; ambos se filmaron hablando en sus respectivas lenguas y se comunicaron eficazmente.
Los hablantes de turco y azerí pueden, hasta cierto punto, comunicarse entre sí, ya que ambas lenguas tienen variaciones sustanciales y son hasta cierto punto mutuamente inteligibles, aunque es más fácil para un hablante de azerí entender el turco que al revés
En un estudio realizado en 2011, se evaluó a 30 participantes turcos para determinar en qué medida entendían el azerí escrito y hablado. Se descubrió que, aunque el turco y el azerí son lenguas tipológicamente similares, por parte de los hablantes turcos la inteligibilidad no es tan alta como se había estimado. En un estudio de 2017, los azeríes iraníes obtuvieron una puntuación media del 56% de inteligibilidad receptiva en lengua hablada del turco.
El azerí presenta un patrón de acentuación similar al del turco, pero más simple en algunos aspectos. El azerí es un idioma fuertemente acentuado y parcialmente acentuado, a diferencia del turco, que es débilmente acentuado y acentuado silábicamente.

### Azerí y turcomano
El pronombre personal de la primera persona es mən en azerí al igual que men en turcomano, mientras que es ben en turco. Lo mismo ocurre con los pronombres demostrativos bu, donde el sonido b se sustituye por el sonido m. Por ejemplo: bunun>munun/mının, muna/mına, munu/munı, munda/mında, mundan/mından. Esto se observa también en la lengua literaria turcomana, donde el pronombre demostrativo bu sufre algunos cambios al igual que en: munuñ, munı, muña, munda, mundan, munça. La sustitución b>m se encuentra en muchos dialectos de la lengua turcomana y se puede observar en palabras como: boyun>moyın en el dialecto Yomut - Gunbatar, büdüremek>müdüremek en los dialectos turcomanos de Ersari y Stavropol, bol>mol en los dialectos turcomanos de Karakalpak, buzav>mizov en los dialectos de Kirac.

### Lenguas ogúricas
Los dialectos azeríes comparten paradigmas de verbos en algunos tiempos con el chuvasio, en el que también se basan los lingüistas para el estudio y la reconstrucción del jázaro.

## Ejemplos de vocabulario
| español  | azerí     | azerí en API   | turco     |
| -------- | --------- | -------------- | --------- |
| tierra   | torpaq    | [toɾˈpaɣ]      | toprak    |
| cielo    | göy, səma | [ɟœj], [sæˈmɑ] | gök, sema |
| agua     | su        | [su]           | su        |
| incendio | od/yanğın | [ot]/[jɑnˈɣɯn] | yangın    |
| fuego    | atəş      | [ɑːˈtæʃ]       | ateş      |
| hombre   | adam      | [ɑˈdɑm]        | adam      |
| mujer    | qadın     | [gɑːˈdɯn]      | kadın     |
| comer    | yemək     | [jeˈmæc]       | yemek     |
| beber    | içmək     | [it͡ʃˈmæc]      | içmek     |
| grande   | böyük     | [bœˈjyc]       | büyük     |
| pequeño  | kiçik     | [ciˈt͡ʃic]      | küçük     |
| noche    | gecə      | [ɟeˈd͡ʒæ]       | gece      |
| día      | gün       | [ɟyn]          | gün       |
| muchacho | oğlan     | [oɣˈlan]       | oğlan     |
| muchacha | qız       | [gɯz]          | kız       |